# Чёрная крепость
Чёрная крепость, или Сев-Берд (арм. Սև բերդ) — крепость времён Российской империи, расположенная на территории города Гюмри, Армения. Была построена в середине XIX века после окончания русско-турецкой войны 1828—1829 годов. В настоящее время является одной из главных исторических и архитектурных ценностей Гюмри.

## История
В 1813 году после подписания Гюлистанского мирного договора, завершившего Русско-персидскую войны (1804—1813), Гюмри, находившийся у границы с Турцией, вместе с другими территориями вошёл в состав Российской империи.
В связи с угрозой новой войны с Турцией русскими властями было уделено особое внимание укреплению Александрополя (так назывался Гюмри с 1837 по 1924 годы). Главнокомандующий русской армией на Кавказе Иван Дибич писал: «в случае возможной войны с турками необходимо построить крепость и укрепить ее, как важнейший военный аванпост».
В 1834 году на вершине холма была заложена крепость, возведение которой заняло более десятилетия. Она представила собой круглое фортификационное сооружение из чёрного камня (базальта), за что и получила своё название.
После поражения России в Крымской войне Чёрная крепость получила статус крепости первого класса. За свою историю она ни разу не подвергалась осаде, однако сыграла важную роль в победе в войнах над турками, продолжавшихся до 1878 года. После того, как Россия получила аванпосты в Карсе и Батуми, в 1887 году Сев-Берд был переквалифицирован в крепость второго класса и стал выполнять роль склада артиллерийских снарядов.
С 1940-х годов неподалёку от крепости располагается гарнизон 102-й российской военной базы, которая и по сей день оказывают военную поддержку вооружённым силам Армении.

## Современный статус
В 2005 году строение у Министерства обороны Армении, в ведение которого оно было передано российской стороной, приобрёл бизнесмен Айк Айрапетян. После его смерти в 2012 году крепость была перепродана семье Баласанян. В настоящее время владельцем выступает Мисак Баласанян, который планирует превратить крепость в городскую достопримечательность.
В марте 2025 года Антикоррупционный суд Армении принял к рассмотрению уголовное дело в отношении Хачатура Баласаняна и трех других лиц. Производство, выделенное из основного дела, касается незаконного приобретения «Чёрной крепости» — памятника архитектуры, а также превышения должностных полномочий..

## Галерея

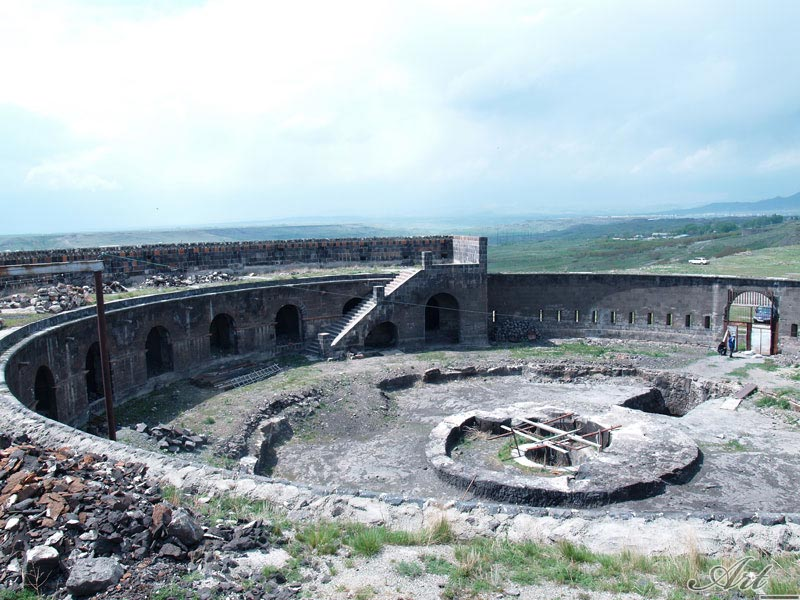
Состояние крепости до восстановления
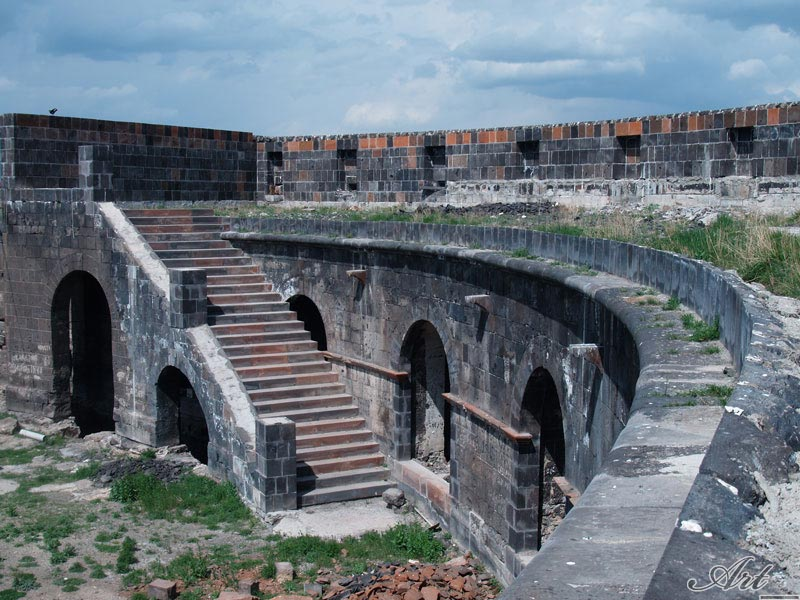
Состояние крепости до восстановления
Крепость в 1996 году
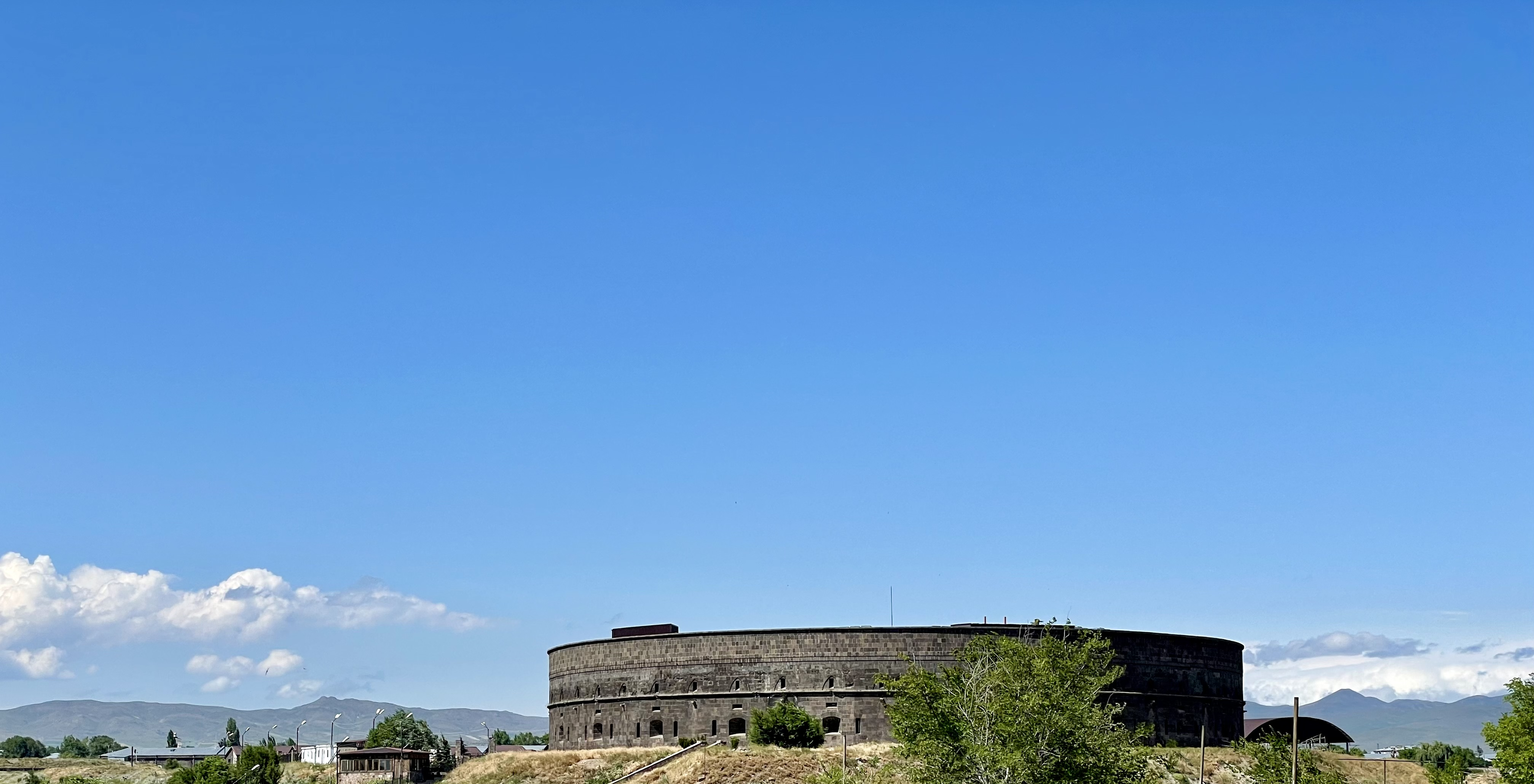
Общий вид
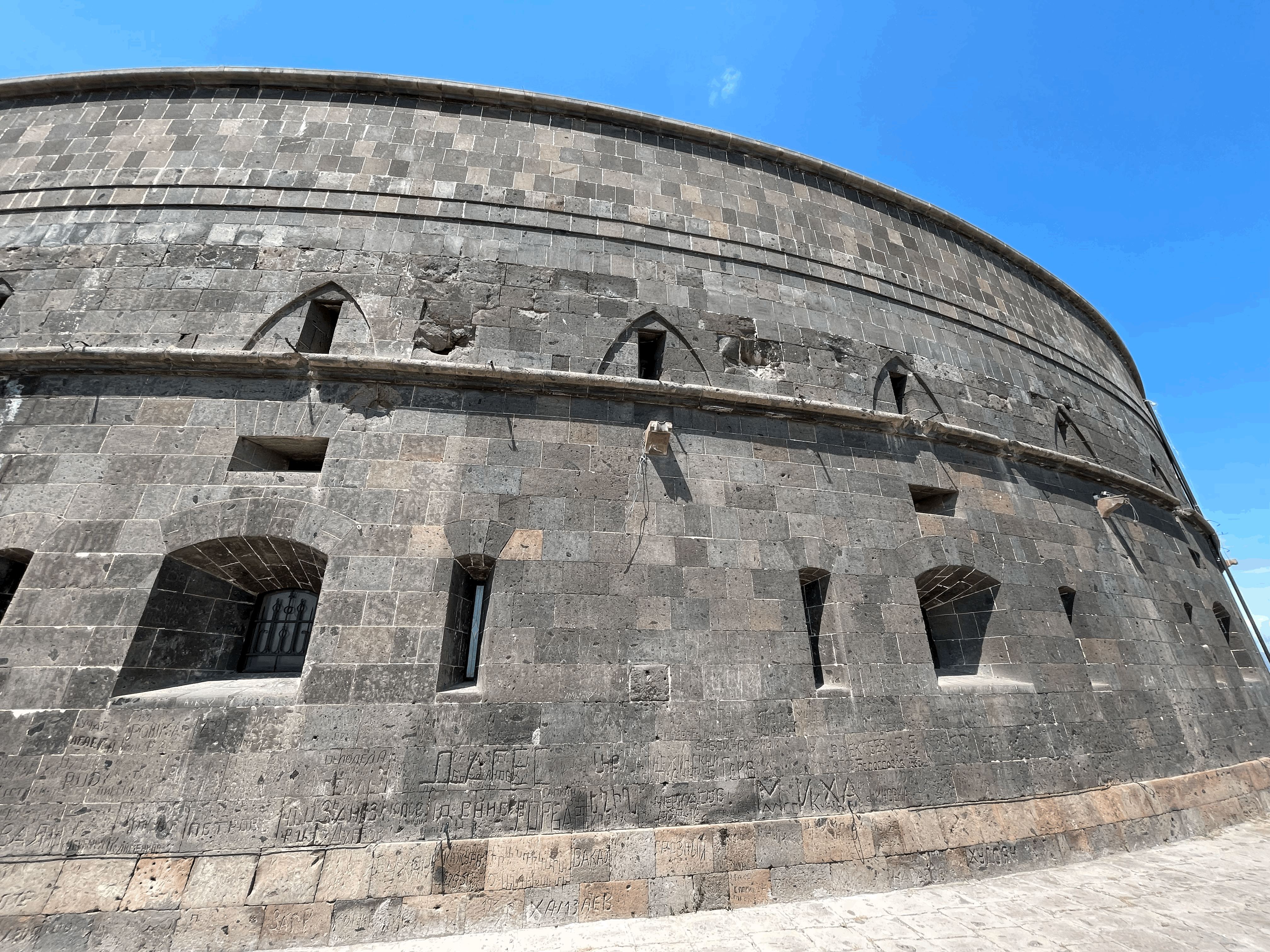
Детали крепости
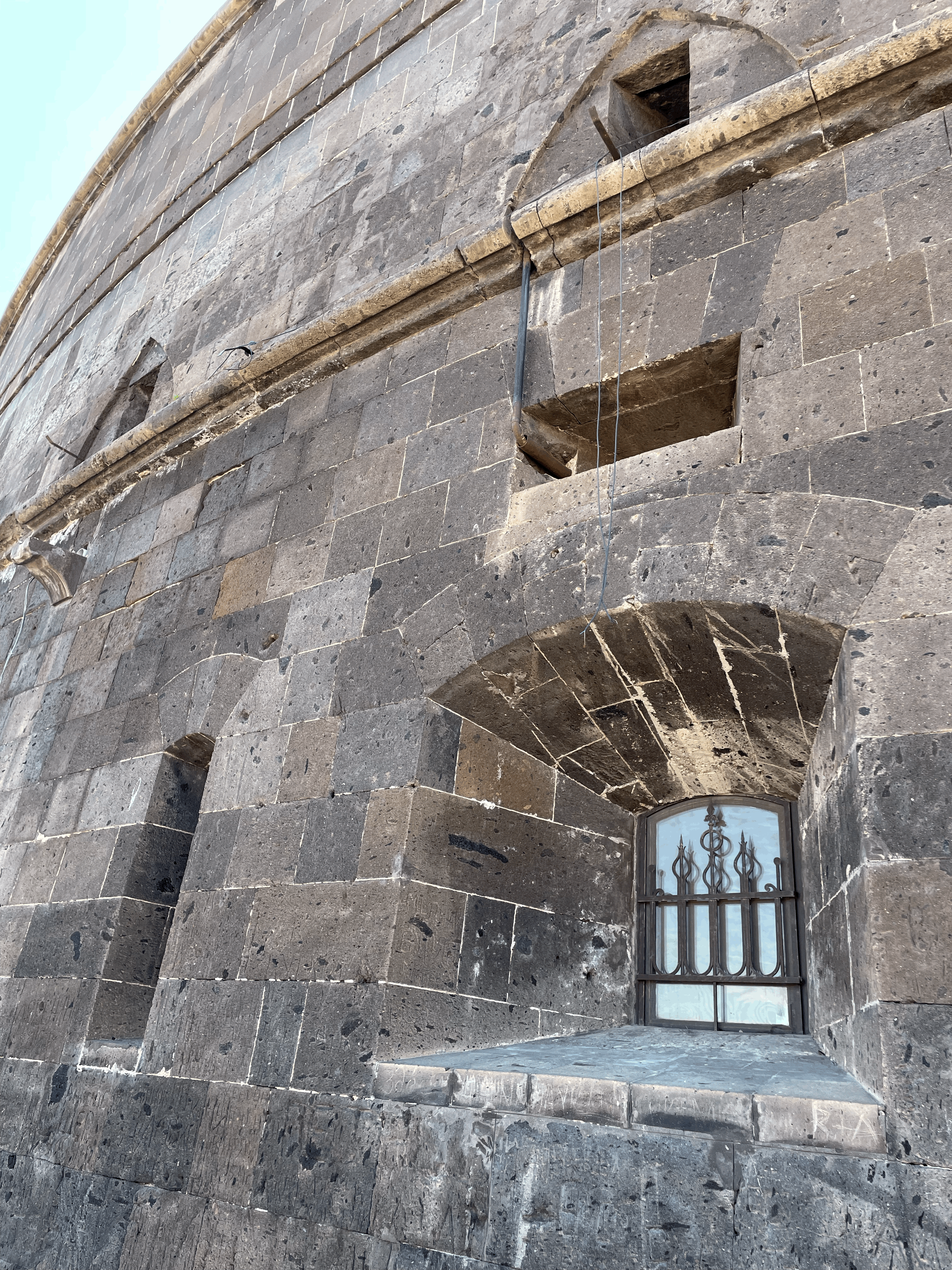
Детали крепости
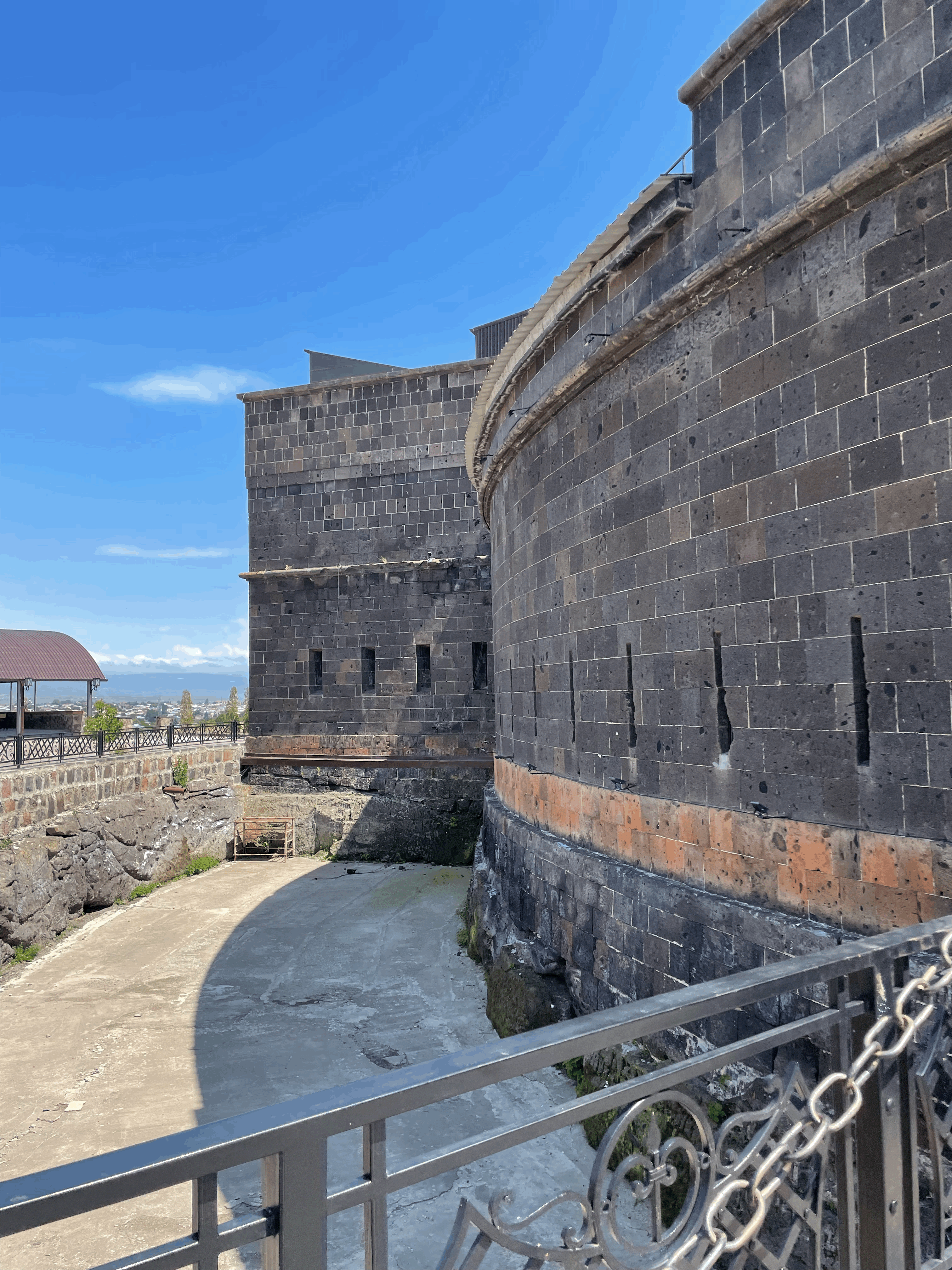
Мост к главным воротам через ров
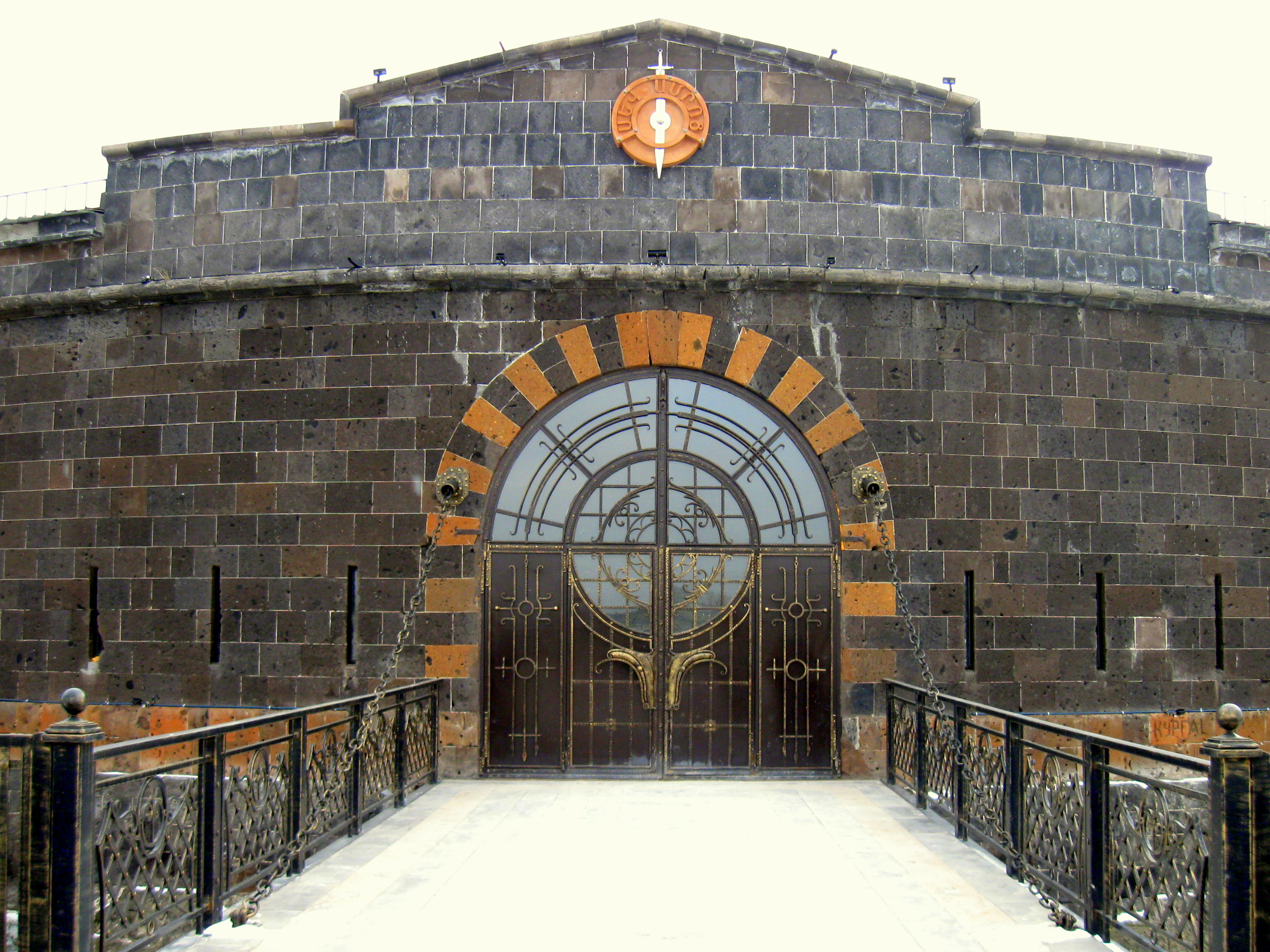
Главные ворота
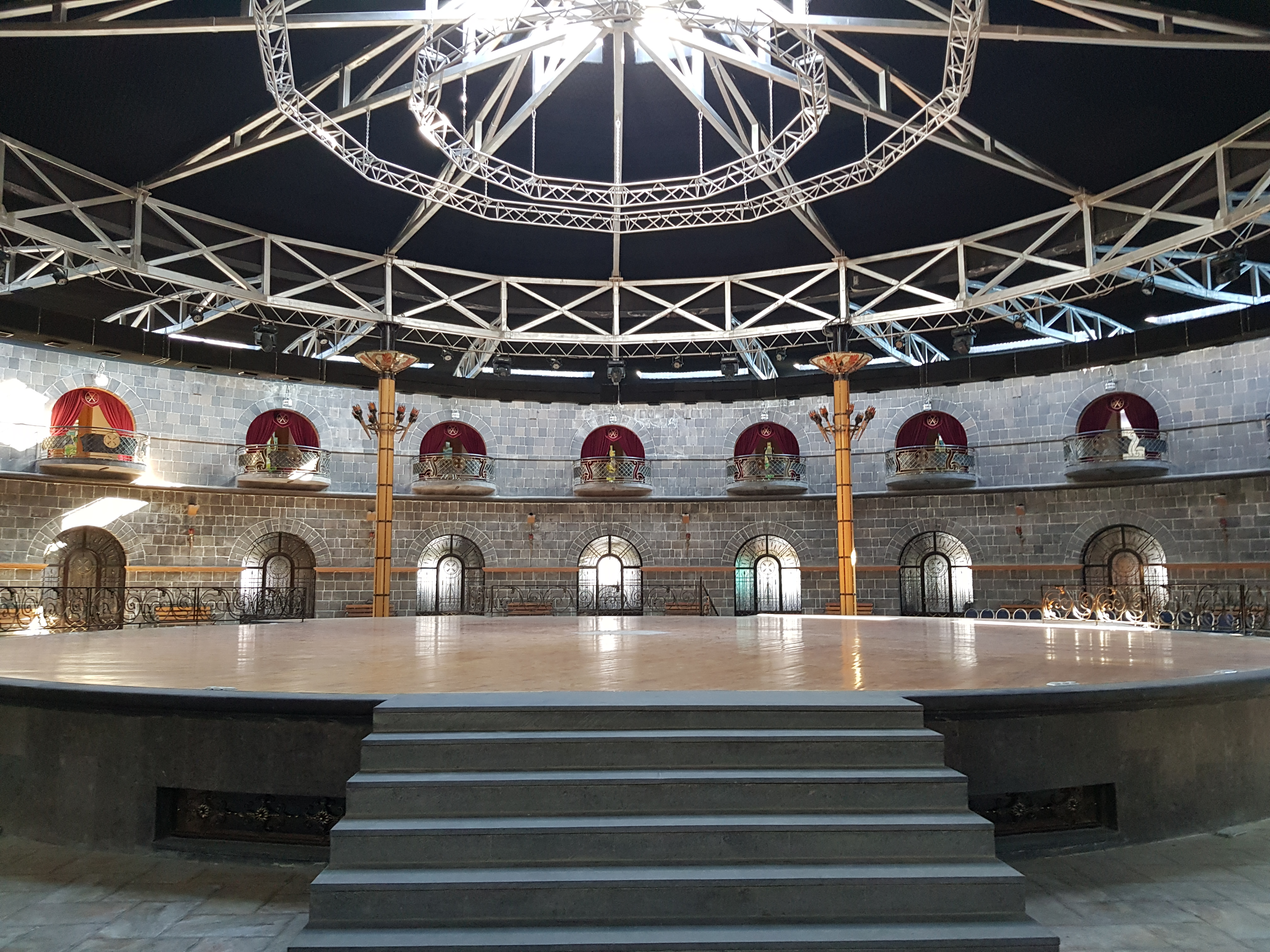
Внутреннее пространство
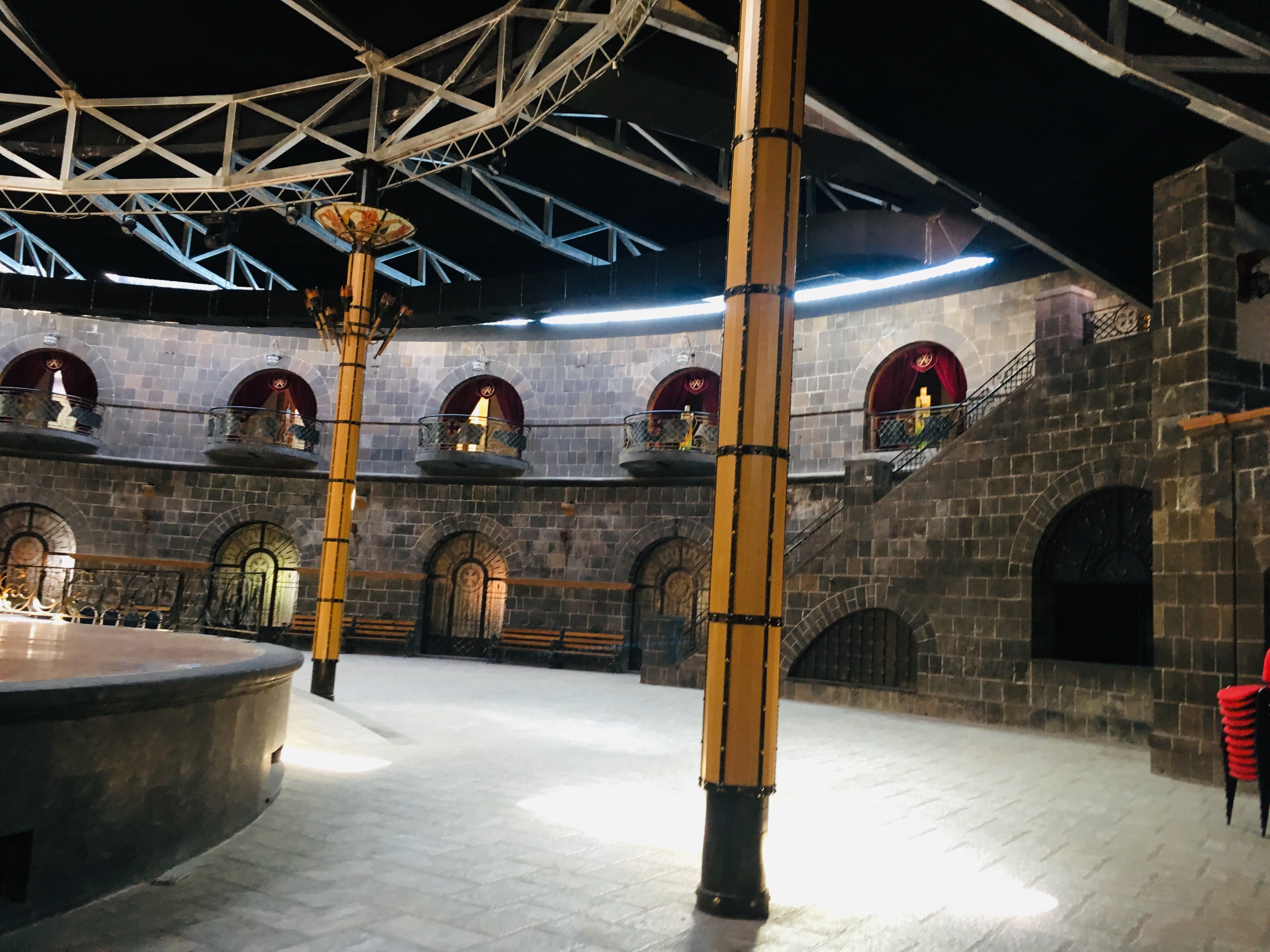
Детали интерьера
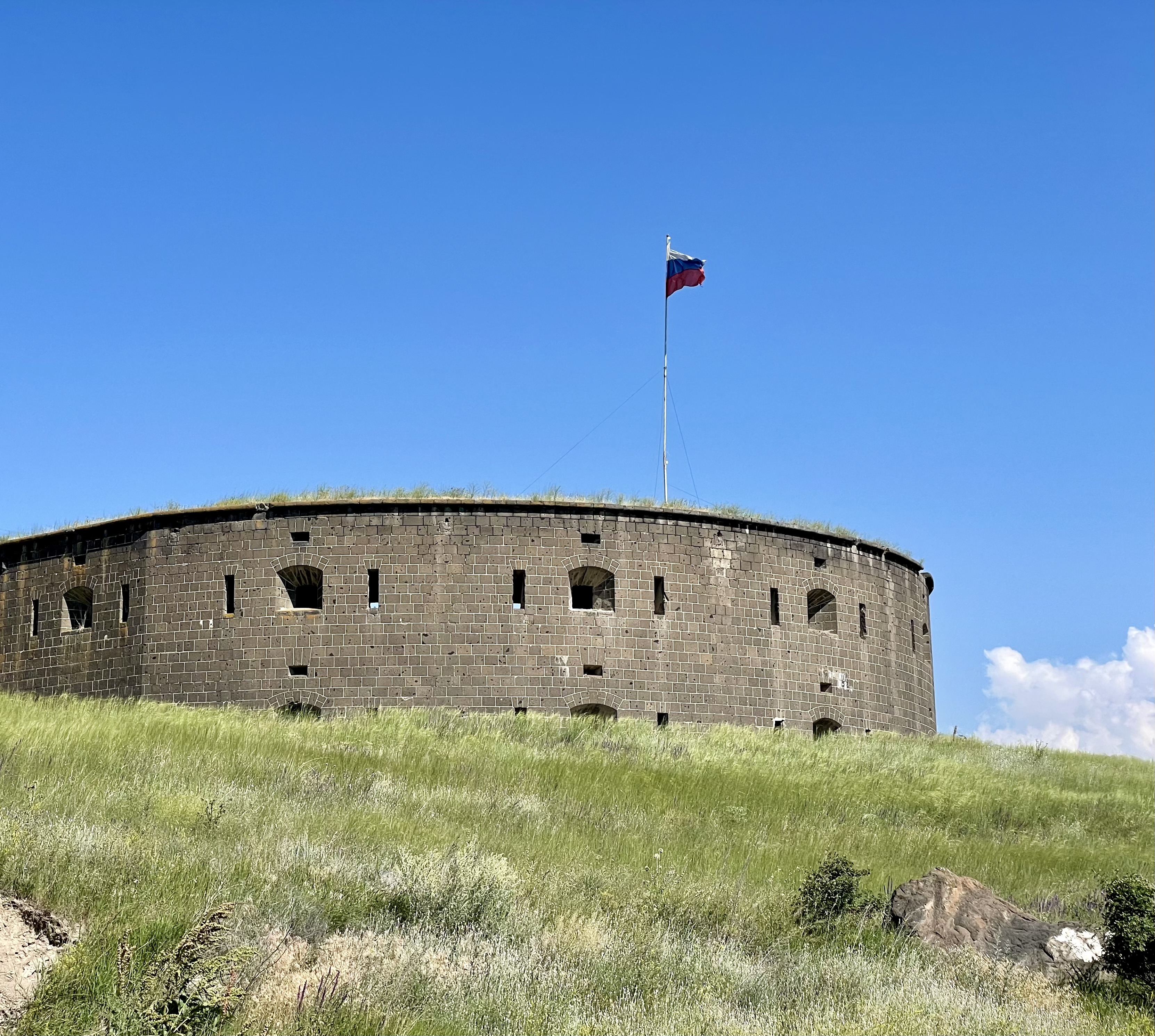
Подковообразная церковь
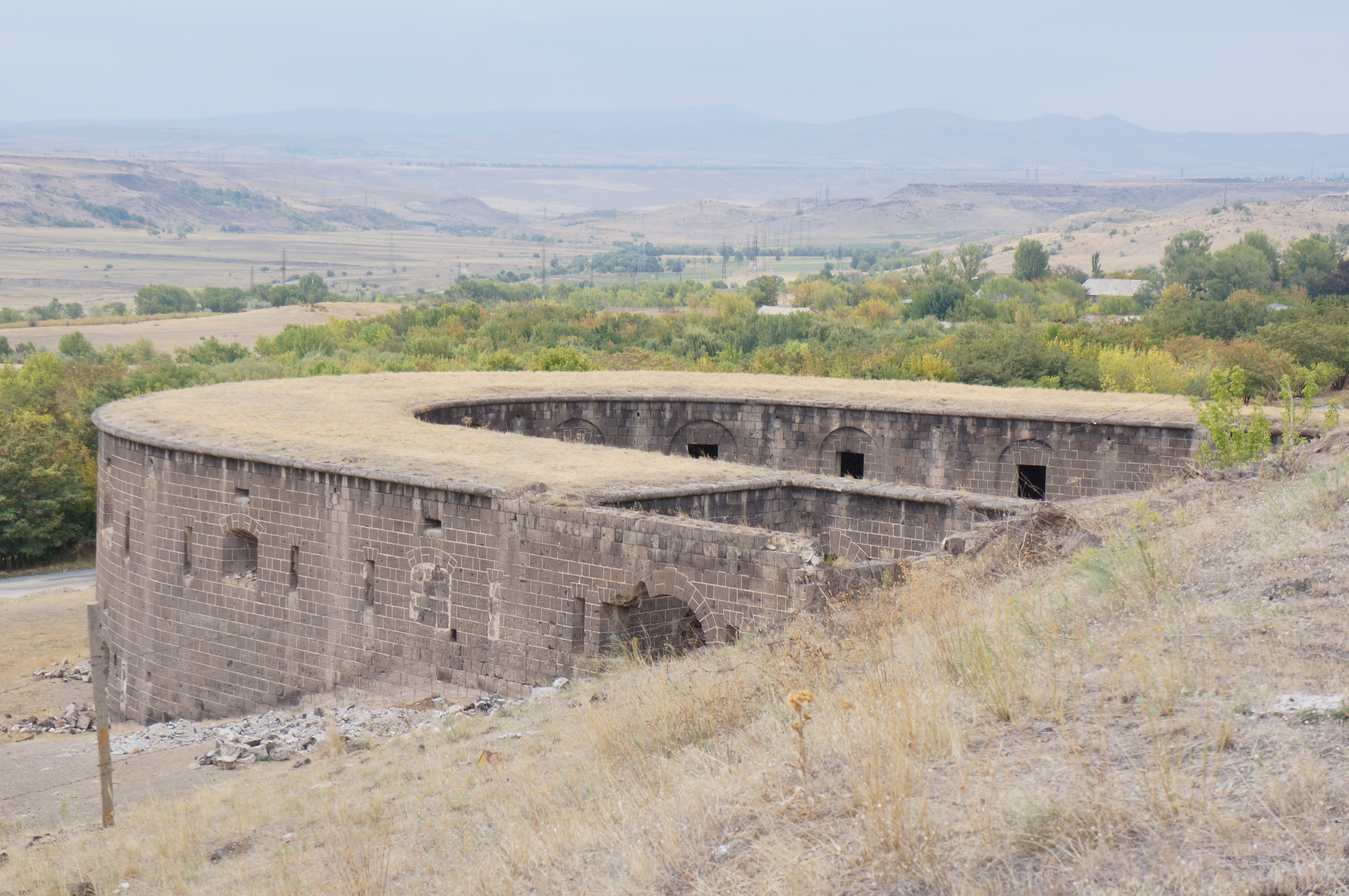
Вид с холма